# Dvorec d'Eyrignac
Dvorec d'Eyrignac je dvorec iz 17. stoletja v kraju Salignac-Eyvigues v francoskem departmaju Dordogne, obdan s poustvarjenim italijanskim renesančnim vrtom iz 18. stoletja in dovršenim topiarnim vrtom. Stavba stoji na vrhu hriba, voda izvira iz sedmih izvirov. Graščina in pripadajoče stavbe, zgrajene iz zlatega kamna in z globokimi nagnjenimi strehami, značilnimi za to območje, zagotavljajo čudovito okolje za vrtove. Od prvotnega vrta iz 18. stoletja so ostali le paviljon, fontane in bazeni. V 1960-ih je novi lastnik Giles Sermadiras de Cuzols de Lile ustvaril nov vrt, ki ima topiarne skulpture, razglede, fontane, kipe in alejo vaz. V vrtu igra perspektiv in mojstrstvo narave predstavljata arabeske pušpana, bruhajoče fontane, vodna ogledala, preproge trave in zbirko skulptur. rastline, ki so jih ročno obrezali vrtnarji od Eyrignac. Onkraj francoskega vrta vlada popolnoma drugačno vzdušje, podeželsko in intimno. Barvna paleta se spreminja z letnimi časi in sega od nežnih spomladanskih barv do svetlih poletnih barv, ki dosežejo vrhunec v živahnih jesenskih barvah. Vrhunec obiska Eyrignac je vrt belih vrtnic s svojimi spektakularnimi venci rož in gredicami, ki ponuja edinstven pogled na pokrajino Dordogne. Eyrignac in njegovi vrtovi, bogati s 500-letno družinsko zgodovino, sprejemajo obiskovalce vse dni v letu brez izjeme.
Odbor za parke in vrtove francoskega ministrstva za kulturo je vrt uvrstil med pomembne vrtove Francije. Prejeli je tudi nagrado Najlepši vrt v Périgordu.

## Vrt
V vrtu je pet glavnih delov; 
- kraljestvo rastlinskih skulptur;
- Škatlasti labirint;
- dvorec in francoski vrt;
- Kapucinovi vrtovi;
- beli vrt in
- cvetlični travnik.

Na voljo sta tudi zelenjavni in cvetlični vrt.
Topiarij je skupna značilnost vseh teh vrtov, razen nedavno dodanega cvetličnega travnika. Topiarij sega od nizkih in preprostih živih mej, oblikovanih v grčaste vrtove in polnih belih vrtnic in drugih belih cvetov v Belem vrtu, do visokih oblikovanih živih mej Hornbeam Alley v Kraljestvu rastlinskih skulptur.

## Nekaj dejstev o vrtu
Vrtovi pokrivajo 10 hektarjev in vključujejo 50.000 kvadratnih metrov žive meje.
V vrtu je več kot 300 skulptur in 80 različnih rastlinskih vrst, ki jih lahko odkrijete.
Na vrtu je sedem naravnih izvirov, ki se uporabljajo za zalivanje vrtov.